# 퍼시픽 림: 어둠의 시간
퍼시픽 림: 어둠의 시간은 2021년에 공개된 넷플릭스 애니메이션이다.

## 성우 캐스팅

### 주연
- 캘럼 워시[1] : 테일러 트래비스 역
  - 콜 케리아자코스 : 테일러 트래비스 역 (영)
- 기디언 애들론 : 헤일리 트래비스 역
  - 캠린 존스 : 헤일리 트래비스 역 (영)
- 에리카 린드벡 : 로아 역

### 조연
- 벤 디스킨 : 보이 역
- 빅토리아 그레이스 : 메이 역
- 앤디 맥피 : 셰인 역

### 특별출연
- 제이슨 스피색 : 포드 트래비스 역
- 앨리 맥도널드 : 브리나 트래비스 역
- 데이비드 에리고 주니어 : 루트 역
- 브라이턴 제임스 : 코리 역
- 마틴 클레바 : 스파이더 역
- 레오나르도 남 : 리크터 역
- 놀런 노스 : 마샬 라스크 역
- 빈센트 피아자 : 조엘 역
- 라이언 로빈슨 : 데마커스 역
- 론 유언 : 이토 시로 역